# Yongkang
Yongkang (en chino, 永康; pinyin, Yǒngkāng) es un municipio  bajo la administración directa de la Prefectura Jinhua en la Provincia de Zhejiang, República Popular China.  Su área es de 1047 km² y su población total para 2010 superó los 720 mil habitantes. 

## Administración
Desde julio de 2020, el  Municipio Yongkang se divide en 14 pueblos que se administran en 3 subdistritos, 11 poblados.